# Seifhennersdorf
Seifhennersdorf är en kommun och ort i Landkreis Görlitz i förbundslandet Sachsen i Tyskland. Kommunen har cirka 3 600 invånare.